# 莲华岳
莲华岳（日语：／）是志林规岛的火山，属萨哈林州北库里尔斯克区，海拔761米，山体由安山岩构成。